# Donji Crnač
Donji Crnač je naseljeno mjesto u gradu Širokom Brijegu, Federacija Bosne i Hercegovine, BiH.

## Uvod
Donji Crnač zajedno s Gornjim Crnčom, bez zaseoka "Solde" smještenog iznad Izbičkog polja, pripada župi "Presvetog srca Isusova", koja je utemeljena 1935. godine. Do tada Donji i Gornji Crnač bili su u sastavu župe Široki Brijeg.
U Donjem i Gornjem Crnču ima 750 stanovnika. 
Tekst koji slijedi odnosi se na Donji i Gornji Crnač.

## Zemljovid
U Hercegovini sjeverno od Širokog Brijega, pa sve tamo dokuda dopire pogled gledano s juga prema sjeveru, na nadmorskoj visini približno od 500 do 1500 metara nalazi se Crnač (Donji i Gornji).
Sa zapada Crnač graniči s Dobrkovićima, Izbičnom i Rakitnom (Gornjom Sutinom), sa sjevera s Drežnicom, s istoka s Bogodolom i Gradcom,  te s juga sa Širokim Brijegom (Oklajima i Ciganskim Brdom).
Crnač se nalazi u Zapadnoj Hercegovini.

## Ime
Ima više priča o podrijetlu imena Crnač, a najvjerojatnija je da je Crnač dobio ime po crnoj boji jasenova lista prije nego što je počeo opadati jer u tom trenu otkud god se pogledalo Crnač je izgledao crn.
Crnač je bio naseljen u pretpovijesno vrijeme o čemu svjedoče pronađena oruđa iz kamenog i brončanog doba, a tu su brojne gomile (grudine). Grobovi u starim grobljima bili su ovalni, bačvasti, a križevi su bili s kraćom prekrižnicom.  Tu su i stećci (srednjovjekovni nadgrobni spomenici); prvi su se pojavili već u XII. stoljeću, a pretežito se pojavljuju u XIV. i XV. stoljeću.
Prvi put ime Crnač se spominje 1468. godine u turskom popisu (tefteru) poreznih obveznika, a 1477. godine upisan je u has (vlasništvo) hercegovačkog sandžakbega i bio je razdijeljen u timare (posjede).

## Stanovništvo
Stanovništvo od kada se za njega znade je kršćansko. Nakon dolaska Turaka došli su i Vlasi, ali samo na ispasišta. Zanimljivo je, da je 1585. godine među 11 neoženjenih mladića iznad 25 godina, bilo 9 mladića, koji su se, ne znajući za razloge, pisali kao muslimani, a u duši su bili kršćani, jer su potajno vršili kršćanske dužnosti (tzv. kriptokršćani kojih je do Prvog svjetskog rata bilo u Makedoniji). Prelazak na muslimane imalo je poreskih olakšica (nisu plaćani: harač (glavarina), porez na čifluk (posjed) i poljoprivredne plodove i sl., što je utjecalo na prijelaz u islam. Pored toga u to vrijeme muslimani su imali bolji položaj od kršćana, napose katolika. 

Pregled broja stanovnika vidljiv je u sljedećem pregledu:
- 1468 g. - 10 kuća, - plaćali 450 akča (sitni turski srebreni novac) - 9 dukata
- 1477 g. - 18 kuća, - plaćali 1.618 akča
- 1519 g. - 46 kuća, - plaćali 4200 akča
- 1585 g. - 18 kuća, - plaćali 4200 akča
- 1743 g. - 7 kuća, 92 stanovnika - popis biskupa Pavla Dragičevića
- 1768 g. - 12 kuća, 148 stanovnika - popis biskupa Marjana Bogdanovića
- 1867 g. - 66 kuća, 563 stanovnika - popis fra Petra Bakule
- 1882 g. - 89 kuća, 723 stanovnika - popis fra Petra Bakule
- 1892 g. - 107 kuća, 924 stanovnika
- 1940 g. - 234 kuća, 1377 stanovnika
- 1962 g. - 1639 stanovnika
- 1975 g. - 273 kuća, 1700 stanovnika
- 2007 g. - 201 kuća, 700 stanovnika
- 2013 g. - 751 stanovnik

Iseljavanja iz Crnača bila su uglavnom pojedinačna, a odlazilo se i u grupama (pojedini ogranci rodova) u predjele koja su pružala boje ekonomske uvjete za život. Danas se može reći da rođenog crnčanina, ili podrijetlom od njega ima na svim kontinentima svijeta. Intenzivno iseljavanje bilo je sedamdesetih godina XX stoljeća.

### Popisi 1971. – 1991.
| Donji Crnač        |              |              |                |
| godina popisa      | 1991.        | 1981.        | 1971.          |
| Hrvati             | 803 (99,87%) | 897 (99,11%) | 1.078 (99,72%) |
| Srbi               | 0            | 0            | 0              |
| Muslimani          | 0            | 0            | 0              |
| Jugoslaveni        | 0            | 1 (0,11%)    | 0              |
| ostali i nepoznato | 1 (0,12%)    | 7 (0,77%)    | 3 (0,27%)      |
| ukupno             | 804          | 905          | 1.081          |

### Popis 2013.
| Donji Crnač        |              |
| godina popisa      | 2013.        |
| Hrvati             | 568 (99,82%) |
| Srbi               | 0            |
| Bošnjaci           | 0            |
| ostali i nepoznato | 1 (0,18%)    |
| ukupno             | 569          |

## Župa

### Nastanak i razvoj župe
Crnač je najvjerojatnije nekada bio u župi Blato, koja je poznata od 1594. godine. 

Kasnije župa Blato mijenja ime u župu Čerigaj u koju su 16. svibnja 1844. godine došli franjevci iz Kreševa i drugih mjesta Bosne, koji su 1848. godine preselili župni ured na Široki Brijeg, kada je župa dobila ime Široki Brijeg. 

Od 1891. godine u Crnač su sa Širokog Brijega nedjeljom i svetkovinom dolazili svećenici, a za Božić, Uskrs i Gospojinu (Veliku Gospu) su ostajali i po 15 dana. 

Od 1935. godine Crnač ima svoju župu "Presvetoga Srca Isusova", koja im je odobrena na njihovo traženje.

Zaselak Solda pripada župi Izbično. 

Godine 1935. župljani su izgradili župniku privremeni stan i čatrnju, 1939.  godine počeli graditi župski stan, koji su završili 1943. godine, a crkvu su izgradili 1970. godine.

### Župnici
Prvi župnik u župi bio je fra Serafin Vištica. 
Župnici u župi navedeni su u sljedećem pregledu:
Ime i prezime župnika
- fra Serafin Vištica	došao u župu	1935.
- fra Lovro Babić	došao u župu 	1938.
- fra Milivoj Bebek	došao u župu 	1947.
- fra David Zubac	došao u župu 	1949.
- fra Vlado Vlašić	došao u župu 	1951.
- fra Umberto Lončar	došao u župu 	1952.
- fra Veselko Sesar 	došao u župu 	1959.
- fra Čedo Škrobo	došao u župu 	1960.
- fra Bernad Marić	došao u župu	1966.
- fra Stanko Banožić	došao u župu 	1980.
- fra Alojzije Bošnjak	došao u župu 	1981.
- fra Leonardo Hrkać	došao u župu	1988.
- don Ante Jukić	došao u župu	2022. kao upravitelj župe, a od 2025. godine kao župnik župe

Godine 1968. biskup mostarsko-duvanjski don Petar Čule poslao je u Crnač za župnika don Petra Vuletića, kojeg župljani nisu primili, pa je do 1980. godine župa Crnač bila bez župnika. U tom razdoblju župu su služili fra Kornelije Kordić, fra Ivan Bebek i fra Drago Čolak sa Širokog Brijega. Godine 1999. biskup mostarsko-duvanjski mons. Ratko Perić u provođenju dekreta Svete stolice "Romanis Pontificibus" naredio je predaju župe svjetovnom svećeniku do početka prve korizmene nedjelje, odnosno do 21. veljače 1999. godine. Župljani nisu predali župu, već su organizirali straže. Vezano na to biskup mostarsko-duvanjski mons. Ratko Perić i generalni vikar reda Male braće fra Stephan Ottenbreit 21. veljače 1999. godine u Mostaru dali su priopćenje, u kojem su istakli sljedeće: 
1. da se s 22. veljače 1999. godine sadašnji župnik oslobađa pastoralne obveze,
2. zamoljeni su župljani, da se obraćaju na župe Polog i Jare,
3. da su biskup i svećenici na Biskupskom ordinarijatu na raspolaganju svakom vjerniku za njegove potrebe na pastoralnom području, te
4. najavljeno je, da će se za neposlušnost ići na isključenje iz reda Male braće, čak do toga, da će izdati zabranu uporabe crkve.

Nakon toga u župi misna slavlja vodili su fratri-gosti, a sve ostalo je vodio dotadašnji župnik. Takvo stanje trajalo je kratko, tako da je i dalje u službi dotadašnji župnik, koji je 23. lipnja 2001. godine otpušten iz Franjevačkog reda a koji je preminuo 13. siječnja 2022. godine.
Poslije toga župu preuzima svjetovni svećenik don. Ante Jukić, koji po dekretu biskupa Petra Palića postaje i upravitelj župe.

### Svećenici i časne sestre iz župe
Iz župe Crnač bilo je 22 svećenika i 4 časne sestre. Među svećenicima posebno mjesto zauzima fra Jerko Karačić, koji je u razdoblju od 1869. do 1876. godine boravio među 4.000 Hrvata, koji su kopali Sueski kanal. Inače je živio u razdoblju od 12. studenog 1842. do 10. veljače 1877. godine. Od Karačića tu su još: Jerko, Ante, Blago, Vendelin (Gornji Crnač), Zdenko i Dane, zatim Andrija Šoljić, Ivan, Ilija i Andrija Šaravanja,don Vjekoslav Šaravanja, Martin Ljubić, te drugi. Andrija Šaravanja objavio je više radovi na stranom jeziku.

## Klima i reljef
Klima je uglavnom kontinentalna, a u nižim predjelima je sredozemna. 
Teren je stepenasto-brežuljkast, i kreće se od Razdolja i Poda (500 metara) preko Površaka (824 metra), Šudurove Glavice (864 metra), Ovanaca (1062 metra), Varde (1113 metara), Cvituše (1122 metra), Bandurice (1269 metara) Pometa (1404 metra), do Gole Kose (1469 metara), a obrastao je s jasenom, hrastom, grabom i drugom niskom šumom, kao što je tilovina (zanovijet).
Na sjeveru u Gvozdu je stoljetna bukva, koja se obnavlja s jelom i borom. U Crnču ima dosta nezagrađena terena, koji je u vlasništvu države. Teren je prošaran ledinama. Žuljevitim rukama više naraštaja kršu su otete njive, te brojne vrtače. 

## Prirodno bogastvo
Crnač je bogat kamenom vapnencom i mramor kamenom, koji se ponekad vadio i odvozio, te drvetom stoljetne bukve. Pored tog prirodnog bogatstva, tu je i ruda boksit, koja se počela vaditi 1935. godine. U drugom svjetskom ratu nadzor nad rudnicima imali su Nijemci, koji su pod šifrom vodili podatke o istraživanjima. Iza II. Svjetskog rata jedno vrijeme rudnici nisu radili, kao što je to i od 1991. godine. Osim iz Šudurove Glavice boksit se vadio još u Njivama, Prženušama, u Stazi, te iza Varde.

## Gospodarstvo

### Stočarstvo
Crnčani su uglavnom živjeli od transhumantnoga stočarstva, odnosno stada su izdizali na planinska nadgorja u proljeće i ljeto, a kad je ponestalo ispaše spuštali ih prema matičnim domaćinstvima. Na taj način stvarane su katunske nastambe oko kojih su živjeli. Kroz Crnač su prolazila stada ovaca na ispasišta uokolo Blidinjskog jezera (tzv. "gorsko oko"-ledeničko-erozionog podrijetla), koje je bilo vjekovno sastajalište stočara. Katunske nastambe su građene suhozidom, bilo zajedno za život i za stoku, ili zasebno kao siditija kuća, te pojate, jagnjla, mlikare, krmetare, i sl. Pojate su bile za krupnu stoku, a jagnjla za sitnu stoku. U pojatama na tavanu ispod krova spremala se hrana za stoku: sijeno, slama i grm (u granama ili kao otrgano lišće) i sl. 
Također, za ishranu stoke dio se lišnjak, odnosno u mjesecu kolovozu oko Velike Gospe kresale su se grane razna drveća stare približno pet godina, te nakon što se list posušio (dan-dva) u naramcima se donosio do stožine uokolo, te nakon toga se slagale uz stožinu, na način da je jedan čovjek bio uz stožinu a drugi je dodavao grane ručno ili drvenim vilama (raljama), koje bi se stavljale pod noge uokrug oko stožine. Na kraju se lišnjak završavao tako da su se od stožine prema vani stavljale uglavnom hrastove grane s gušćim listovima koje su pritiskane s debljim okresanim ograncima. Lišnjak se razvršavao odozgo prema dolje u zimu i davao ajvanu (stoci) da brsti. Nakon toga grane (šuma) se ložila.
Zemlja se obrađivala motikom i ralom, a početkom dvadesetog stoljeća plugom, kojeg su vukli konji, ili volovi. U sadašnje vrijeme sve je više traktora i motokultivatora. Pri radu korišteni su i sljedeći predmeti: kosa, brus, bakala za otkivanje kose, vodir za brus, srp, vrsaća kuka koja se zapinjala konjima u vršidbi žita 
Uzgajane su sljedeće kulture: zimica (raž), ječam, zob, krumpir, luk i kupus.
Uzgoj duhana bio je neznatan, kao i vinove loze, pa je većina pred Božić u ovčijim mijima (mišinama) na konjima izgonila vino i rakiju, te duhan iz Brotnja, kao i drugih mjesta. Tom prigodom djeca su se najviše veselila "ćupteru"-osušenoj poslastici od kuhanog vina, brašna i šećera, koja je podsjećala na marmeladu. Uglavnom se služio uz rakiju zajedno s osušenim smokvama, orasima i lješnjacima. Za vino, rakiju, a i duhan razmjenjivani su krumpir i sir-čuvena crnačka prpa (slani sir u komadima iz ovčijeg mija). Duhan se u razmjeni uzimao iskrižan ili u listovima koje se križalo u "avanu"-posebnoj napravi za križanje duhana. Duhan u rusacima nošen je u razna mjesta sve do rijeke Save i prodavan. Bio je to težak posao, od vlasti zabranjen.
Vino i rakija više se ne izgoni, već se radi doma od uzgojena, ili kupljena grožđa.
Pored navedenog,  još se uzgajaju: trešnje, jabuke, smokve, šljive i sl., a slobodno bez ljudskog rada rastu: drinine, divjake, kruške, rašeljke, jagode, maline, kupine, šepurike (šipak), zovina i sl.

### Obrt i kućna radinost
U gospodarstvu nezaobilazan je obrt (zidar, kovač, samardžija, krčmar, trgovac, tkalac, drvodjelac sl.), te kućna radinost: tkanje, pletenje, šivanje i sl. I danas se stanovnici bave raznim obrtima, kao što su: trgovina, ugostiteljstvo, bravarija, limarija, auto-lakiranje, stolarija, zidanje, iskopi, klesarstvo, prijevoz i sl. 
Pored obrta i kućne radinosti ima i drugih oblika organiziranja bavljenja poduzetništva, kao što je pčelarstvo, uzgoj stoke, proizvodnja masla, sira za mij i u obliku sirca, te belave i slično.

### Infrastruktura
Nekada su trgovački putovi išli preko Crnča, a glavno prijevozno sredstvo bili su konji i ljudi.  
Cestovni putovi počeli su se graditi nakon drugog svjetskog rata, odnosno 1951. godine. Godine 1969. godine odlučeno je da se cesta Široki Brijeg-Donji Crnač-Gornji Crnač svrsta u cestu IV. reda, koja je asfaltirana 1972. godine, a prilazne ceste asfaltirane su u razdoblju od 1983. do 1988. godine, kada su mještani uveli samodoprinos.
Struja je uvedena 1965. godine, telefoni godine 1988. godine, a 1998. godine započeta je gradnja vodovoda iskopom vodocrpilišnog bunara u Dobrnju, koji je završen 2010. godine.  Inače, uz vatru na ognjištu koja se potpaljivala s lučom i kresivom, za rasvjetu noću služila je lampa tzv. garbitnjača (karbitnjača) iz razloga, što je puno mještana radilo u rudnicima, a korištena je i lampa na petrolej (petrolejka ili fenjer). Nekada se voda za piće i kuhanje iznosila u burilima i mijima s vrela iz Borka, Dobrnja, Kapela, Žabljaka i drugih vrela koja po ljetu nisu prisušivala. Za stoku su se gradile lokve (rupe iskopane u zemlji), kamenice (rupe izdubljene u kamenu), čatrnje, bunari, a u Gvozdu se zimi u vrtačama skupljao snijeg i pokrivao lišćem bukve (snižnice), koji se ljeti odgrtao, a snijeg se rezao i topio. Priča se da je snižnicu izumila Iva Zeljko rođena Karačić tzv. Žilava. Tu su i vladine (državne) čatrnje i bunari. Danas svaka obitelj ima vlastite čatrnje, ili bunare, a po potrebi se u cisternama dovozi voda s vodovoda iz Širokog Brijega.

### Obrazovanje
Prije nego što je u Crnču utemeljena osnovna škola, crnčani su išli u Prvu Narodnu školu na Širokom Brijegu, koja je utemeljena 1867. godine. Fra Didak Buntić je od 1911. godine počeo s utemeljenjem analfabetskih tečajeva tzv. "seljačkih škola" u kojim se opismenjavalo nepismeno stanovništvo. Godine 1921. u Bosni i Hercegovini je bilo približno 87,84 posto nepismena stanovništva. 
Osnovna škola u Donjem Crnču je utemeljena školske godine 1949/1950., a u Gornjem Crnču 1951/1952. Otvaranjem osnovne škole U Crnču prestala je potreba da učenici iz sela Gornji Crnač, Izbično, Donja i Gornja Britvica idu na Široki Brijeg, jer im je Donji Crnač bliži, a to je razlog više upisanih učenika u prvoj godini početka rada osnovnih škola (godine 1949. u Donjem Crnču je upisano 134 učenika, a 1950. u Gornjem Crnču 49 učenika). 
Godine 1965. uvedena je šestorazredna osnovna škola pod nazivom Osnovna škola "Vladimir Nazor" Brda bez sjedišta (Donji i Gornji Crnač, Izbično, Donja i Gornja Britvica-brdovita sela, pa otud i naziv Brda), koja se 1972. godine spojila s Osnovnom školom "Ivo Lola Ribar" Široki Brijeg. Te godine u Donjem Crnču je otvoreno područno odjeljenje i sedmi razred, a 1973. i osmi, kada je bilo ukupno 210 učenika. Godine 1991. osnovna škola "Ivo Lola Ribar" preimenuje se u Osnovnu školu "August Šenoa" Široki Brijeg.

## Arhiktektura i graditeljstvo
Zavisno od rodova stvarani su zaselci, koja su dobila imena prema topografskom obilježju, a rijetko prema rodu.
Objekti (kuće, pojate s torom ili ne i sl.) su uglavnom bili ukopani u zemlju najviše s tri strane i uokolo je bila sopa, ili nanešena zemlja, a bili su pokriveni s krovom od zimice, ili raži (tzv. krovnjače), a na sebi su imali ulazna vrata i pendžere (prozorčići), kojih je bilo i unutra za držanje raznih stvari.
U sidetijim kućama iznad ognjišta bila je lisa pletena od pruća s koje su visile komaštre nad ognjištom, a na lisi ispod krova sušilo se meso, a na samoj lisi držao se ambar (sanduk) za žito, suho meso i sl. Tu su nezaobilazni predmeti: sač, ožeg, maše, brozvik, lonac, kotlača, kotao, tava, sadžak, tepsija, lopar, sinija, tronožac, ćemlija, dolap, naćve, čanjak, čanja, kašika, burilo, bucet, bukara, škip, stap, mećaja, stupica, varićak, kaca, kablić, čakija, kantar, šema, rešeto, sito, šilo i sl. 
Na mjestima, gdje su bila matična domaćinstva, kuće su bile kvalitetnije građene (zidane su od kamena i škarpe, koji se spajao s malterom od kopane i izvađene pržine i klaka dobivenog vlastitom pripremom, ili cementa). Da bi se dobio klak bilo je potrebno:
1. iskopati rupu za klačinu pravilnog kružnog oblika dubine jedan metar, a promjera od 3 do 5 aršina (jedan aršin=75 cm);
2. s ćemeriti klačinu, odnosno obzidati prvi red kamenjem (prvi ćemer) duguljasta oblika a na vrh bi se stavljao tzv. klin od kamena za učvršćivanje prvog ćemera na koji se radio drugi ćemer s grotenjem košuljice od manjeg kamena, a na vrhu bi stavljao oštar kamen tzv. pivac;
3. istovremenom s ćemerenjem izvodila bi se izolacija na način da su se uokolo pobili koci u zemlju za izradu pletera od mladih jasenovih i grabovih grana, a između pletera i ćemera stavljala se zemlja uglavnom crvenica, koja se gazajući nabijala;
4. po završetku ćemerenja i donesene šume, otpočelo je danonoćno loženje kroz vrata u razini zemlje od strane ložača koji je stajao u iskopanoj rupi i priručnim drvenim vilama (raljama) kroz vrata gurao granje u klačinu, a trajanje loženja zavisilo je od veličine klačine, odnosno od toga koliko je klačina imala čela (jedno čelo imalo je dva aršina promjera rupe) i za jedno čelo trebalo je ložiti 12 sati;
5. nakon završetka loženja vrata na klačinu su se zatvorila i klačina se ostavila da se ohladi;
6. nakon toga pristupilo se razvršavanju klačine odozgo prema dolje, te bi se izgorjeli kamen odlagao u posebne rupe u kojim se kamen u dodiru s vodom pretvarao u klak (vapno), a neizgoreni kamen (mućak) se odbacivao.

Kuće su bile vijek odvojene od prostora za stoku i drugih gospodarskih objekata. Većina građevina bila je s dvije prostorije (jedna za sjedenje, a druga za spavanje), a ispod prostorije za spavanje većinom je bila izba. Kuće su pokrivane s crijepom (ciglom), pa su nazivane ciglače, za razliku od onih koje su pokrivane s krovom (krovnjače). 
Svaka prostorija, uglavnom, imala je ulaz s vanjske strane. Danas se kuće grade na način, kao i u gradovima sa sanitarnim čvorom, a ispred kuća više nema konja, već su tu automobili, kamioni i druga prijevozna sredstva. Crnčani sve više poprimaju gradski način života. Za gradnju objekata u Crnču nije nedostojalo samoukih zidara i tesara, kojima je znanje poslužilo, da zaradu za život ostvare u Crnču i van njega u domovini i inozemstvu. Pribor kojim su se oni služili bila je: mistrija, oblo, visak, malj (tokmak), macola (manji od malja), odlito, klin, pobijač, vinklo, liver, civare, merdovine (ljestve) i sl.

## Glazba
Najomiljenije pjevanje bila je Ganga (Npr.: Ja na silo, strašilo me srilo. Gospe moja, stra ti me je bilo!), a zatim pjevanje brojkavice, bećarca, rere, i slično. Pjesme su bile svatovske, putničke, čobanske, šaljive, uspavanke i crkvene ("U sve vrime godišta" za Božić, zatim "Gospin plač" u korizmi, te za vrijeme mise "Zdravo tilo Isusovo").
Pjesme su se izvodile bez glazbenih instrumenata, osim pjesama pjevanih uz gusle.
Kola: "trusa", "dalmatinka" i sl. igrali su se uz zvuke usne harmonike, kao i uz sviralu (dvojnicu) i diple bez mija (ćurlikuša).
Navedeni način pjevanja i igranja kola sve više odumire i zamjenjuje se modernijim u duhu vremena, pa sve više nalaze mjesto u programima folklornih društava.

## Običaji
Običaji, koji su skoro napušteni, su: ženidbeni običaji, običaji oko poroda, običaji prilikom smrti i pokopa, kao i običaji vezani za vjerske datume i sl.

### Ženidbeni običaj
Djevojke i momci upoznavali su se najčešće čuvajući stoku ili kod crkve i po dernecima. Momak je dolazio po noći djevojci na silo ili ćosanje u pravilu utorkom, četvrtkom, subotom i nedjeljom. Ostali dani bili su za udovce. Nakon, što se odluče za brak, započinje uobičajeni način sklapanja braka prosidbom. U prošnju se išlo većinom subotom uvečer, kako bi vjerenici ujutro (nedjeljom) mogli ići u crkvu na prsten. Uglavnom su na prosidbu išli muškarci srodnici (mladoženjin otac, brat i stric ili neki drugi srodnik), koji su sa sobom nosili hranu i piće (pečenog brava, vina, rakije i sl.) i jabuku. Dolaskom djevojčinoj kući, naišli bi na zatvorena vrata i predstavljali se kao putnici koji traže konak (prenoćište). Nakon dužeg natezanja, pušteni u kuću, oni s domaćinom popričaju o svemu uz kavu i rakiju, te vođa prosaca se obrati domaćinu kuće riječima: "Domaćine, mi smo čuli da ti imaš djevojku na udaju. Ja imam momka na ženidbu, pa ako je curi draga volja, neka dođe i nek uzme jabuku". Tada domaćin kuće naređuje snahi da dovede curu, koja je izvodila njih više ali ne pravu. Tek što je dovela pravu, vođa prosaca stavlja jabuku s novcima na siniju ili stol govoreći: "Domaćine, ..., ja tražim tvoju ćer ... za moga sina ... i pitam u boga sriću i blagoslov, a u tebe ..., tvoju ćer ... za mog sina ... Ako je draga volja, neka cura uzme jabuku".  Cura uzima jabuku i daje je ocu i majci i sjedne do vođe prosaca. Nakon toga nastaje veselje do ujutro i dogovore se o datumu svatova, ruhu i broju svatova. Na rastanku cura daruje prosce s terlucima i čarapama, te po njima pošalje darove ukućanima od prosaca, osim momku. Na prsten ujutro u crkvu dolazi cura s bratom, a momak s ocem. Nakon toga, započinje naviještanje ženidbe (tri nedjelje za redom, kako bi svi oni koji nešto znaju da se brak između njih ne može sklopiti, dojavi svećeniku u crkvu). 
Poslije prosidbe momak nije dolazio do cure sve do svatova. Petnaest dana prije svatova mladoženja zove svatove, uglavnom muškarce dužnike. Sa svatovima ide i jedna žena tzv. jenga, uglavnom neudata sestra od mladoženja. Osobe koje su važne u svatovima su: kum, stari svat (starješina svatova), buljbaša (ide na čelu svatova i na kapi nosi pero od pivca), barjektar i čauš ili pušikobila koji ide na kraju svatovske povorke i časti pićem prolaznike.
Dan prije svatova mladoženjin otac s još nekim bi otišao i dopremio na konju ili više konja ruho od mlade. Konju bi se na čelo glave objesilo ogledalo. Sa sobom bi nosili pogaču, rakiju, novac za otkup ruha i ključeva od sanduka koje bi držala sestra od mlade.
Na sam dan svatova, nakon što se svatovi okupe, krenulo bi se po mladu, koju kum nakon puno natezanja i izvođenja lažnih mlada otkupi i nakon toga svatovi se uz naknadu kite (obilježavaju), te kratkog čašćenja krenuli bi u crkvu na vjenčanje. Poslije vjenčanja dolazilo bi se k mladoženjinoj kući, gdje su dočekivani sa svatovskim pjesmama i kolom, i nakon dužeg natezanja između domaćina kuće i starog svata otvaraju se vrata, a mlada bi prebacila jabuku s novcima i zajedno s kumom i djeverom ušla u kuću pozdravila svekrvu uz ognjište ili šporet gdje bi promiješala jelo u loncu, a zatim bi se uputila sjesti među svatove između kuma i djevera. U međuvremenu bi netko ukrao mladi cipelu, koju je kum morao otkupiti. Mlada sjedi između kuma i djevera. Mladoženja nije sjedio već je posluživao svatove. Pratioci mlade, koji su bili na svatovskoj večeri, zvali su se pođani. Negdje oko ponoći kupila bi se jabuka (darivanje). Nakon toga stari svat naredio bi kumu i djeveru da otprate mladence na spavanje i da poškrope prostoriju za spavanje i mladence.

### Običaji oko poroda
Mlada kad osjeti obavještava svekrvu da je trudna (noseća ili zbabna), ne mijenjajući način života, odnosno cijelo vrijeme trudnoće normalno radi do samog poroda. Prije poroda pripremi sve što je potrebno djetetu: povoje, pelene, bešiku (kolijevku) i gunjić (pokrivač).
Žena bi se sama porađala (obabila) uz pomoć starije žene iz kuće ili susjedstva, a za to vrijeme bi uz sebe držala moći. Novorođenče zadoji neka druga žena, a ako takvih nema dijete se zalije zašećerenom vodom.
Porodija je trebala ležati 40 dana poslije poroda, ali se to nije ostvarivalo što je zavisilo od uvjeta u kući. Po porodu rodilji su žene donosile babine u hrani i piću, prvo prve srodnice, a kasnije i ostale. Babinama su se najviše veselila djeca, a posebno su obožavali milibrod (slatki kruh). Novorođenče se krštavalo sutradan. Djeci su se uglavnom davala imena od umrlih predaka.

### Običaji prilikom smrti i pokopa
Kao predznake smrti smatrani su neki snovi, neuobičajeno reagiranje ptica i životinja, način dogorijevanja božićne svijeće i izgled lopatice božićne pečenice i sl.
Umirućeg se ne bi nikada ostavljalo samoga i ne bi se gasilo svjetlo u prostoriji u kojoj je boravio umirući. Rodbina i prijatelji dolazili bi da se alale (oproste s njim), a svijeća bi se palila prije same smrti i molilo bi se. Mrtvaca se nije kupalo, već je se obrisalo lice i ruke, a zatim ga se oblačilo. Posteljina i odjeća umrlog se spaljivala. Uz mrtvaca se sjedilo i molilo, te čuvalo da u prostoriju ne uđe nikakva životinja. Nakon pokopa ispija se rakija za pokoj duše, daju se novci u visini otprilike jedne mise i razilazi se kućama, a rodbina ide u kuću pokojnika na jelo i piće. nakon toga sutra ujutro služi se misa zadužnica, a grob se posjećuje navraćanjem u groblje i za vrijeme mise u groblju.

### Običaji vezani za vjerske datume
Običaji vezani za vjerske datume su uz blagoslov groblja i polja u proljeće, kada se nakon mise održava dernek i odlazi se po kućama na zajedničko slavlje uz jelo i piće.
Tu treba još spomenuti paljenje svitnjaka (lomača) za Ivandan i Ilindan, oko koji su se okupljali i pričali, a pepelu su pridavana ljekovita svojstva pa bi ujutro po njemu bosi gazili s uvjerenjem da narednu godinu neće dobiti naboje i bradavice. Odlazak u ponoć uoči Ivandanja u Dobrnj na Ivan vrelo po vodu bio je poseban događaj.
Ovdje treba spomenuti i običaje u vrijeme Božića i nakon Božića, kao i za vrijeme Uskrsa.
Prije Božića na dan S. Lucije sijalo se žito u posude, a tjedan dana pred sam Božić obavljene su sve pripreme, kako bi se u božićno vrijeme ne bi radili težački poslovi. meso bi bilo osušeno, vino i rakija pripremljeni, kupus ukiseljen, kolači napravljeni. Božićni kruh bio je posebno ukrašen. Na Badnji dan uvečer muškarci bi unosili badnjake u kuću uz pozdrav: "Dobro Vam došla Badnja večer i sutra sveto porođenje Isusovo", stavljali badnjake u vatru, nakon čega se pjevala pjesma "U sve vrime Godišta". Na šporetu bi vrio kupus sa suhim mesom, koji se nastavio kuhati na sami Božić. Ujutro bi se rano ustajalo i susjedima čestitao Božić riječima: " Dobro Vam došao Božić sveto porođenje Isusovo", koji bi odgovarali: "I s tobom Bogdan zajedno". Nakon toga bi se išlo u crkvu, sa sobom ponijela rakija i meza (kolači, smokve, orasi, lješnjaci i jabuke). Misa je počela u 8 sati i trajala je do 11 sati, nakon čega uz rakiju i mezu se nastavilo s čestitanjem i vraćalo se kući na ručak u okviru obitelji. Taj dan se nije išlo po kućama, osim mladih koji su izlazili na uzravnine na druženje.
Na Stipandan i Ivandan nakon mise, također se družilo uz rakiju i mezu, ali su bacane i jabuke voljenim osobama. Od tih dana počelo je druženje po kućama uz bogat stol jela i pića, što je potrajalo do iza Nove godine, otprilike kada se svi izredaju.
Pred Uskrs u veliko tjednu sijao se rasod (sjeme) za kupus, a na Veliki petak pilo se crno vino. Na Veliku subotu skuhala su se jaja u ljusci luka i nisu se šarala i pripremilo se obilje hrane, a za obući na Uskrs bilo je sve novo. Na sam Uskrs išlo se u crkvu na misu, a nakon mise nastavljeno je druženja uz isprobavanje čije je jaje čvršće tzv. tucanje, igralo se kolo i pjevalo.

## Liječenje
Pomoć u slučaju bolesti tražena je od fratara i od narodnih liječnika uglavnom travara. Način liječenja prenosio se s koljena na koljeno. Liječenje se provodilo po određenim recepturama, koje su zavisile od vrste bolesti. Sredstva upotrebljavana u liječenju bila su biljnog i životinjskog podrijetla, te ostala sredstva, ako što su: barut, crijep, klak, modri kamen, sapun i sol.
Sredstva biljnog podrijetla su: avtovina, saransak (bijeli luk), cerova kora, duhan, gospina trava, koprva, kuna trava, krumpir, lipa, metvica, iva trava i sl.
Sredstva životinjskog podrijetla su: maslo neslano, med, mladi sir, vuna i sl.
U današnje vrijeme sve se manje koristi narodni način liječenja i za sve se uglavnom ide liječniku.

## Nošnja
Nošnja je bila uglavnom belevarska, a zvali su je i "široka nošnja".  Tu su: džoka (vrsta kratkog ukrašenog prsluka od sukna mrko obojenog), koparan (duži oblik džoke s dugim rukavima), ćulaj (kapa), fes ili vez od crvene čohe s dugom kićankom, krmez (šal crvene boje za obmatanje ćulaja i fesa), šubara od kupovnog crnog pliša, kanica, klašnjave šarvale (hlače),  pojas ili pas, bensilah od kože s pregradama za kubure, svirala i sl., košulja od botane-grubog pamučnog platna, guća ili vesta (džemper)  pletena od vune, borculet ili rudenjak (marama za glavu), kotula, pregača. ječerma od sukna mrko obojenog bez rukava različitih duljina, vunene čarape, napršnjaci (oblačeni preko čarapa), tozluci (čarape od koljena do članaka), bozavci od kostreti za vrijeme kišnih dana, opanci oputari s kljunom i sl.). Osim, te nošnje dopirala je i nošnja iz Dalmacije: muške široke hlače "modrine", terluci (priglavci) pleteni od crne i bijele vune s ukrasima od raznobojnog svilenog konca i bičve (čarape). 
Kad je riječ o nošnji ne može se nespomenuti i torbe, koje su nosili muški i ženske, a služile su za nošenje lakših predmeta i hrane.
Tu je i "kabanica", koja se često upotrebljavala i bila je vrlo praktična u primjeni po bilo kakvom vremenu, izrađivana je od bijele klašnje u kojoj je prevladavalo vlakno od kostreti.
Sastojala se od kapuljače i ogrtača koji pokriva gornji dio tijela, a rubovi su bili ukrašeni s dugim resama.
Većina navedenih predmeta za nošnju se tkala na posebnoj napravi "stanu", a manji dio se ručno pleo od prediva dobivenog od vune, ili krojio i šivao od kupljenih platna.
Vuna od ovaca se nakon šišanja prala, sušila, isčešljavala "grebenima", ili "gargašama", a potom se stavljala na "kudelju" i s "vrtenom" izvlačila i pretvarala u pređu, odnosno konac. 
Odjevni predmeti čuvani su u sanducima (škrinjama) posebno rezbarenim motivima. Takva nošnja i način odijevanja više ne postoji. Danas je to modrena nošnja svjetskog stila.

## Igre nadmatanja i šport
Crnčani su volili nadmetanja kroz igre i zabavu. Pored bacanja kamena s ramena napose po dernecima uz crkvu ili pored groblja kada je bio blagoslov polja, tu su: potezanje klipa, skok s mista u dalj, klisanje, loptanje, igra ćuraka,  škole, mice, dugmeta, piljaka, ćore babe i bake kao i drugi način zabavljanje, kako što su sijela uz priču, pjesmu i rad. I danas, ali ponekad, crnčani se nadmeću, a sve više se uključuju u organizirane soprtove u Širokom Brijegu, a i samom Crnču kao što je lovstvo.

## Šport
Od 2011. održava se Malonogometni turnir Crnač.